# San Pedro y San Pablo Teposcolula
San Pedro y San Pablo Teposcolula ist ein Ort mit ungefähr 2.100 Einwohnern und der Verwaltungssitz der gleichnamigen Gemeinde (municipio) mit insgesamt etwa 4.400 Einwohnern im Nordwesten des Bundesstaates Oaxaca im Süden Mexikos. Der Ort ist seit dem Jahr 2015 als Pueblo Mágico eingestuft.

## Lage und Klima
Der Ort San Pedro y San Pablo Teposcolula liegt in der Mixteca Alta ungefähr 385 km (Fahrtstrecke) südöstlich von Mexiko-Stadt nahe der Hauptverbindungsstraße nach Oaxaca de Juárez in einer Höhe von ca. 2180 m; bis nach Oaxaca sind es weitere 120 km in südöstlicher Richtung. Der Nachbarort San Juan Teposcolula ist nur gut 10 km entfernt. Das Klima ist trocken und warm; der für die Region reichliche Regen (ca. 730 mm/Jahr) fällt hauptsächlich während des Sommerhalbjahrs.

## Bevölkerungsentwicklung
| Jahr      | 2000  | 2010  | 2020  |
| Einwohner | 1.318 | 1.737 | 2.078 |

Bereits in vorspanischer Zeit war die Gegend von Mixteken-Indianern besiedelt; im 15. Jahrhundert kamen auch Nahuatl sprechende Gruppen aus dem Norden hinzu. Die Bewohner des Ortes sprechen untereinander in der Regel mixtekische oder Nahuatl-Dialekte.

## Wirtschaft
In vorspanischer Zeit war der Ort ein auch überregional bedeutsames Markt- und Handelszentrum. Heute leben die Menschen der Region weitgehend als Selbstversorger von den Erträgen ihrer Felder (Mais, Weizen) und Gärten (Kartoffeln, Bohnen, Tomaten, Chili etc.) Viehzucht wird nur in geringem Umfang betrieben (Hühner, Truthühner). Im Ort selbst gibt es Kleinhändler und Handwerker; aus wild wachsenden kleinen Jipijapa-Palmen werden Hüte, Taschen etc. hergestellt.

## Geschichte
Die hier lebenden Indianer leisteten sowohl Widerstand gegen die aztekische als auch gegen die spanische Okkupation, doch wenige Jahre nach der Eroberung des Aztekenreichs durch die Spanier (1519–1521) kamen Mönche des Dominikanerordens und gründeten hier eine der größten Missionsstationen im Süden Mexikos. Vermutlich wurde die imposante Hoffassade des Komplexes im 17. Jahrhundert neu gestaltet und die ältere „offene Kapelle“ durch eine neue und schönere ersetzt.

## Sehenswürdigkeiten
- Mit dem Bau des Klosters und der den Aposteln Petrus und Paulus geweihten Kirche San Pedro y San Pablo wurde um 1650 begonnen. Die auf ein ummauertes Atrium hin orientierte Fassade des Bautenkomplexes ist dreigeteilt: rechts die schmucklose Fassade des Klosters, in der Mitte die im Renaissancestil gestaltete Fassade der Klosterkirche und links die polygonal gebrochene Capilla abierta. An den Seitenwänden des schlicht gewölbten Kirchenschiffs stehen weniger bedeutsame Altäre aus dem 18. und 19. Jahrhundert; der Hauptaltar jedoch ist im spätbarocken Stil des Churriguerismus gestaltet. Eine Christusfigur mit offenen Beinwunden (Señor de las Vidrieras) wird besonders verehrt.
- Das Joch im Innern der Capilla abierta ist von einem aufwändig gestalteten Sterngewölbe bedeckt.
- Innerhalb älterer Mauerreste unweit der Kirche steht das restaurierte und beinahe modern wirkende „Haus der Dorfvorsteherin“ (casa de la cacica).
- Das Rathaus (Palacio Municipal) ist ein hübscher neobarocker Bau mit Arkaden (portales) und einem aufgesetzten Uhrengiebel in der Mitte.